# 二酸化ゲルマニウム
二酸化ゲルマニウムは、化学式GeO2の無機化合物である。無色の固体で、水に可溶性の六方晶系に属する結晶と、不溶性の正方晶系に属する結晶とがある。転移温度は1033℃。正方晶系の結晶の密度は6.24g/cm3で融点1086℃。一方、六方晶系の結晶の密度は4.23g/cm3と比較的小さく、融点は1116℃である。密度は熱処理のしかたによりやや変わる。融解したものを急冷すると水溶性の非晶質の固体が得られる。水に不溶性のものは酸にも不溶であるが、濃アルカリには徐々に侵される。

## 構造
GeO2の主な結晶構造には六方晶および正方晶の2種類の結晶多形があり、他に三方晶や斜方晶、アモルファスの形も取る。六方晶のGeO2はβ-石英に類似した4配位の構造を取る。正方晶のGeO2は鉱石のアルグ石などで見られ、スティショバイトに含有されるルチルに類似した6配位の構造を取る。正方晶のGeO2は高圧下でCaCl2の構造に類似した斜方晶に変化する。アモルファスのGeO2は石英ガラスに類似している。
GeO2は結晶質およびアモルファスの両方の形で化合させることができる。常圧下におけるアモルファス構造のGeO2は、局所的なGeO4の4面体ユニットのネットワークによって形成される。9 GPa程度までの高圧条件下では、Ge-Oの結合距離の増加に対応してGeの平均配位数は4からおよそ5まで連続的に増加する。より高圧な15 GPaまでの領域ではGeの配位数は6まで増加し、局所的なGeO6の8面体ユニットの高密度なネットワーク構造が形成される。その後減圧されると局所構造は4面体形に戻る。
低温領域における安定相は立方晶であり、高温領域では六方晶（β-石英型）が安定相となる。しかしながら六方晶から立方晶への相転移速度は非常に小さいため、高温領域で六方晶に相転移させたGeO2を単純に冷却するだけでは立方晶への相転移が起こらず、準安定相であるα-石英型構造に転移するのみである。そのため、常温においてもGeO2の結晶形は六方晶のまま維持される。六方晶から正方晶への相転移には減圧下もしくは添加物を加えて加熱するという操作が必要になる。

## 反応
GeO2を金属ゲルマニウムの粉末と共に1000度で加熱すると一酸化ゲルマニウム (GeO) が得られる。
{\displaystyle {\ce {Ge\ + O2 -> GeO2}}}
{\displaystyle {\ce {GeS2\ + 3O2 -> GeO2\ + 2SO2}}}
六方晶のGeO2は水に溶解してゲルマニウム酸（H4GeO4もしくはGe(OH)4）を形成する。GeO2は酸にはわずかに溶解するのみであるが、塩基に対してはゲルマン酸 (GeO44-) を形成するためより容易に溶解する。
{\displaystyle {\ce {GeCl4\ + 2H2O -> GeO2\ + 4HCl}}}

## 用途
GeO2は光ファイバーのような光学ガラスの屈折率を調整するための添加剤として利用される。石英ガラスに添加されたGeO2は屈折率を増大させる方向に働き、光ファイバーのコア部分に用いられる。このような光学ガラスは塩化物を原料として化学気相蒸着法によって合成され、ゲルマニウムの場合は原料として四塩化ゲルマニウムが用いられる。
GeO2はポリエチレンテレフタラート樹脂 (PET) を合成する際の触媒として利用される。PETの触媒としては他にアンチモンやチタンなどが利用されるが、GeO2触媒で製造したPETは高温においても透明性を維持できる特性を有する。PETの触媒は安価な三酸化アンチモンの利用が世界的に主流であるが、日本では高温で飲料をボトルに充填して殺菌する充填方式を採用しているため、飲用ボトル向けに耐熱性を有するGeO2触媒で製造したPETが主に使われている。しかしながら、日本企業においても飲料の充填方法の変更による安価なアンチモン触媒製PETの利用が広まっており、Ge価格の高騰も相まってPET向けのGeO2の需要は減少している。

## 毒性
GeO2を摂取した際の中毒症状としては自発運動の減少やチアノーゼ、尿細管の変性などがあり、長期間に渡り摂取した場合には慢性症状として腎機能障害が引き起こされる。GeO2に由来する腎障害では強く不可逆な障害が引き起こされるが、尿所見による判別は困難である。また、GeO2がミトコンドリア内に蓄積してシトクロムcオキシダーゼなどミトコンドリア酵素の働きを阻害することで、ミオパチーや末梢神経障害が引き起こされることも知られている。過去にはGeO2のLD50（ラット、経口）が1250 mgと比較的大きな値であるため毒性の低い物質であると考えられており健康食品に用いられていたが、GeO2を含有する健康食品の摂取による健康被害や死亡事故が起こっており行政指導が行われている。